# Самулевич Павло Олександрович
Павло Олександрович Самулевич (3.05.1887 — 27.10.1937) — освітянин, ректор Одеського інституту народної освіти.

## Біографія
Павло Олександрович Самулевич народився 3 травня 1887 року в м. Кам'янець-Подільській у робітничій родині. Закінчив двохкласне міське училище та склав іспит на звання народного вчителя. Працював у Консисторії.
В 1907 році примкнув до Соціал-демократичної робітничої партії. В тому ж році склав іспит на звання земського страхового агента і був прийнятий на службу в губернську Земську управу, де працював до 1919 року.
В 1919 році вступив до Червоної Армії і до РКП(б). Брав участь у громадянській війні. В 1920 році працював у Балті помічником повітового військового комісару, потім був членом виконкому Балтської повітової ради, завідувачем відділів народної освіти та інформаційним, редагував місцеву газету «Вісті».

#### Одеський період
У грудні 1920 року переїхав до Одеси, де виконував обов'язки заступника завідувача  управління губвиконкому та соредактора газети «Більшовик».
З жовтня 1921 року завідував Одеським робітфаком при політехнічному та сільськогосподарському інститутах, де також вів заняття з російської історії.
У 1921 році організував в Одесі «Товариство української пролетарської культури».
З квітня 1923 року до серпня 1925 року  був ректором Одеського інституту народної освіти (ІНО) та за сумісництвом продовжував виконувати обов'язки декана робітничіх факультетів Одеського політехнічного інституту та ІНО.
З серпня 1925 року до квітня 1927 року працював завідувачем Одеського відділу народної освіти, обирався членом президії Одеського окружного виконкому, членом президії Одеської міської ради.
У квітні 1927 року був призначений директором Одеського торгового технікуму. У 1928 році отримав документ про вищу освіту, здавши екстерном іспити за історичну секцію факультету професійної освіти Одеського інституту народної освіти.
Згодом обіймав посаду завідувача сектором науки та вузів обласного комітету КП(б)У, з якої був звільнений у 1932 році та за «національний ухил» виключений з ВКП(б). Далі працював на Рафінадному заводі.
Рішенням виїзної сесії Військової колегії Верховного Суду СРСР від 26 жовтня 1937 року П. О. Самулевича було засуджено до смертної кари. 27 жовтня 1937 року  був розстріляний у м. Київ.

#### Ребілітація
25 липня 1957 року Військова Колегія Верховного Суду Союзу РСР відмінила  обвинувальний  вирок щодо П. О. Самулевича та закрила карну справу за відсутністю складу злочину.

## Дружина
Самулевич Людмила Максиміліанівна — історик революційного руху на півдні України.